# Satchelliella crispi
Satchelliella crispi és una espècie de dípter pertanyent a la família dels psicòdids present a Europa, incloent-hi la Gran Bretanya, Alemanya, Romania, els territoris de l'antiga República Federal Socialista de Iugoslàvia i Grècia.